# Моран, Педро
Педро Пабло Моран (исп. Pedro Pablo Morán; род. 9 июня 1990, Арегуа) — парагвайский игрок в пляжный футбол. Выступал за сборную Парагвая, где являлся капитаном. Участник пяти чемпионатов мира по пляжному футболу. Лучший бомбардир чемпионата мира 2015 года.

## Биография
Педро Моран родился в Арегуа. Футболом начал заниматься в 15 лет, но, поскольку игра не приносила ему никакого дохода, он пошёл работать на рынок и в течение двух лет торговал автомобильными «дворниками», а затем шесть лет трудился каменщиком. В конце 2012 года принял приглашение тренера Амадо Кортасара и начал играть в пляжный футбол. Впервые чемпионом Парагвая стал в 2013 году с командой «Арегуа», а в следующем году помог взять титул клубу «Итаугуа».
Его выступления на клубном уровне привлекли внимание тренеров сборной Парагвая по пляжному футболу. Вместе с командой Моран стал победителем Кубка Пилснера 2013 года и Боливарианских пляжных игр 2014 года. По итогам Кубка Пилснера Моран стал лучшим бомбардиром турнира. Позднее становился чемпионом Южноамериканской лиги 2017 и 2018 годов. По итогам 2014 года Морана признали лучшим игроком Парагвая в пляжном футболе. Дважды его номинировали на звание лучшего игрока мира в пляжном футболе.
Моран пять раз выступал в розыгрышах чемпионатов мира по пляжному футболу. Впервые он сыграл на турнире 2013 года на Таити. Турнир в Португалии 2015 года он завершил, имея в активе 8 забитых голов, что помогло получить звание лучшего бомбардира мундиаля вместе с Маджером и Ноэлем Оттом. В 2017 году Моран помог парагвайцам показать лучший результат в розыгрышах чемпионата мира: его сборная дошла до четвертьфинала. Впоследствии сыграл на турнирах 2019 и 2021 годов.
Достижения Морана на чемпионате мира 2015 привлекли внимание клуба «Хенераль Диас», который предложил футболисту сменить песок на траву и сыграть в Апертуре 2016 года в большом футболе. Моран сыграл в пяти играх чемпионата, после чего покинул «Хенераль Диас». По словам самого Морана, причиной провала в большом футболе стало то, что тренер его использовал на позиции защитника, а не в привычной ему роли нападающего. В следующий раз в большом футболе он выступил в 2018 году, когда провёл один матч за клуб «24 сентября» в третьем по силе дивизионе Парагвая.
В пляжном футболе на клубном уровне в 2017 году Моран играл за парагвайский «Универсидад Автонома» в Кубке Либертадорес и бразильский «Коринтианс» на Мундиалито. 2018 год начал в составе «Универсидад Автоном» и помог команде завоевать первое чемпионство Парагвая, став лучшим бомбардиром турнира с 19 мячами. Спустя несколько месяцев присоединился к итальянскому «Самбенедеттезе», вместе с которым выступил на Кубке европейских чемпионов, став первым представителем Парагвая в европейской команде, а также завоевал серебро итальянского чемпионата. В 2019 году помог «Самбенедеттезе» реабилитироваться за прошлогоднюю неудачу и стал чемпионом Италии.

## Достижения
- Лучший игрок в пляжный футбол Парагвая: 2014
- Чемпион Парагвая: 2013, 2014, 2018
- Чемпион Италии: 2019
- Лучший бомбардир чемпионата мира: 2015
- Победитель Кубка Пилснера: 2013
- Лучший бомбардир Кубка Пилснера: 2013
- Победитель Боливарианских пляжных игр: 2014